# Post-surréalisme
 (décembre 2023).
Si vous disposez d'ouvrages ou d'articles de référence ou si vous connaissez des sites web de qualité traitant du thème abordé ici, merci de compléter l'article en donnant les références utiles à sa vérifiabilité et en les liant à la section « Notes et références ».
Le post-surréalisme est un courant artistique inspiré du surréalisme et en connexion avec celui-ci.

## Origine
En 1934, Lorser Feitelson et Helen Lundeberg montent[Où ?] en Californie du Sud une exposition qui correspondrait à la naissance du post-surréalisme.

## Post-surréalistes

### Artistes
- Jan Bucquoy, réalisateur de cinéma belge ;
- Konrad Klapheck, peintre et architecte allemand ;
- Pierre Puttemans, architecte, urbaniste, poète, essayiste et critique d'art et d'architecture belge[2].

### Revues
- Cheval d'attaque, revue de poésie.